# O!RUL8,2?
O!RUL8,2? (abreviatura de "Oh, Are You Late Too?") es el primer EP del grupo surcoreano BTS. Fue publicado el 11 de septiembre de 2013 como la segunda parte de 2 Cool 4 Skool. El álbum consiste de diez canciones, teniendo a «N.O» como su sencillo principal. El grupo luego promovió «Attack on Bangtan», otro sencillo del álbum. El EP abarca géneros de Hip-Hop, R&B, Estilos Trap y Música Dance En 2013, el EP se colocó en el puesto 55 en la lista de fin de año de GAON.

## Videoclip
El videoclip para el sencillo principal, «N.O» (acrónimo para "no offense"; lit. "sin ofensa"), fue publicado el 10 de septiembre, un día antes del lanzamiento del álbum. El videoclip muestra a los miembros vestidos como estudiantes, y revelándose a su profesor en lo cual parece ser un salón de clases distópico. La coreografía de la canción fue creada por Son Sungdeuk y el videoclip fue dirigido por ZanyBros.

## Desempeño comercial
El álbum debutó en el puesto número 4 en la Gaon Album Chart y en la segunda semana de septiembre de 2013 ya había vendido más de 50,000 copias.

## Lista de canciones
| N.º   | Título                                                                    | Escritor(es)                                       | Duración |  |
| 1.    | «Intro: O!RUL8,2?»                                                        | Pdogg, RM                                          | 1:11     |  |
| 2.    | «N.O»                                                                     | Pdogg, "Hitman" Bang, RM, Suga, Supreme Boi        | 3:30     |  |
| 3.    | «We On»                                                                   | Pdogg, RM, Suga, J-Hope                            | 3:51     |  |
| 4.    | «Skit: R U Happy Now?»                                                    |                                                    | 2:28     |  |
| 5.    | «If I Ruled the World»                                                    | Pdogg, RM, Suga, J-Hope                            | 4:07     |  |
| 6.    | «Coffee»                                                                  | Urban Zakapa, Pdogg, Slow Rabbit, RM, Suga, J-Hope | 4:20     |  |
| 7.    | «BTS Cypher Pt.1»                                                         | Supreme Boi, RM, Suga, J-Hope                      | 2:11     |  |
| 8.    | «Attack on Bangtan/The Rise of Bangtan» (진격의 방탄; Jingyeogui Bangtan) | Pdogg, RM, Suga, J-Hope, Supreme Boi               | 4:07     |  |
| 9.    | «Satoori Rap» (팔도강산; Paldogangsan)                                    | Pdogg, RM, Suga, J-Hope                            | 3:25     |  |
| 10.   | «Outro: Luv in Skool»                                                     | Slow Rabbit, Pdogg                                 | 1:26     |  |
| 30:16 |                                                                           |                                                    |          |  |

## Posicionamiento en listas

### Álbum
| País                             | Año  | Lista   | Posición pico |
| -------------------------------- | ---- | ------- | ------------- |
| Corea del Sur (Gaon Album Chart) | 2013 | Semanal | 4             |
| Corea del Sur (Gaon Album Chart) | 2013 | Mensual | 11            |
| Corea del Sur (Gaon Album Chart) | 2013 | Anual   | 55            |
| Corea del Sur (Gaon Album Chart) | 2014 | Anual   | 92            |
| Corea del Sur (Gaon Album Chart) | 2015 | Anual   | 87            |

## Ventas y certificaciones
| Lista                | Ventas   |
| -------------------- | -------- |
| Corea del Sur (Gaon) | 206,568+ |

## Historial de lanzamientos
| País          | Fecha                    | Formato              | Sello                                    |
| ------------- | ------------------------ | -------------------- | ---------------------------------------- |
| Corea del Sur | 11 de septiembre de 2013 | CD, descarga digital | Big Hit Entertainment LOEN Entertainment |
| Mundo         | 11 de septiembre de 2013 | Descarga digital     | Big Hit Entertainment LOEN Entertainment |